# 6722 Bunichi
6722 Bunichi eller 1991 BG2 är en asteroid i huvudbältet som upptäcktes den 23 januari 1991 av de båda japanska astronomerna Kazuro Watanabe och Kin Endate vid Kitami-observatoriet. Den är uppkallad efter Bunichi Saito.
Asteroiden har en diameter på ungefär 15 kilometer.